# Rimacola
Rimacola es un género monotípico de orquídeas de la subfamilia Orchidoideae. Su única especie,  Rimacola elliptica (R.Br.) Rupp, es originaria del sudeste de Australia.

## Descripción
Es una orquídea de pequeño tamaño que prefiere el clima fresco al frío. Tiene hábitos crecientemente litófitas  con un rizoma rastrero que da lugar a un corto pseudobulbo, envuelto completamente por una vaina tubular escariosa y que lleva una hoja erecta,  elíptica, aguda, con la base peciolada. Florece en la primavera y el verano en una inflorescencia terminal, de 15 cm de largo, con muchas flores  de larga duración.

## Distribución y hábitat
Se encuentra en Nueva Gales del Sur Australia en una altitud de 400 a 1000 metros donde se producen en las grietas húmedas de la roca arenisca. 

## Taxonomía
El género Rimacola fue descrito por el clérigo australiano, y botánico especializado en orquídeas; Herman Montague Rucker Rupp y publicado en Victoria Naturalist 58: 188, en el año 1942.
Sinonimia
- Lyperanthus ellipticus R.Br., Prodr. Fl. Nov. Holl.: 325 (1810).
- Caladenia elliptica (R.Br.) Rchb.f., Beitr. Syst. Pflanzenk.: 67 (1871).
- Megastylis elliptica (R.Br.) Schltr., Bot. Jahrb. Syst. 46: 379 (1911).[1]